# Grandas de Salime (kommun)
Grandas de Salime är en kommun i Spanien. Den ligger i den autonoma regionen Asturien i nordvästra delen av landet, 400 km nordväst om huvudstaden Madrid. Antalet invånare är 779 (2024).